# Escut de Llambilles
L'escut oficial de Llambilles té el següent blasonament:
Escut caironat partit: al 1r de sinople, una creu potençada d'argent abscissa; i al 2n d'argent, una palmera de sinople. Per timbre, una corona mural de poble.

## Història
Va ser aprovat el 29 de maig de 1989 i publicat al DOGC el 12 de juny del mateix any amb el número 1154.
La creu potençada és un senyal tradicional de l'escut de la localitat. La palmera és l'atribut de sant Cristòfol, patró del poble.